# Carlabel Berglund
Carl-Abel "Kabben" Berglund, född 8 juli 1925 i Hörnett utanför Örnsköldsvik, död 8 maj 2008, var en svensk spelare och ledare inom ishockey.
Carl-Abel Berglund, som växte upp strax intill Kempevallen, gjorde 1942 debut för dåvarande Alfredshems IK (nuvarande MODO Hockey), för att därefter från 1951 även träna laget. Han var även klubbens ordförande under en period av fem år på 1950-talet . Under vinterhalvåret skrev han regelbundna krönikor i ortstidningen Örnsköldsviks Allehanda som berörde såväl Alfredshems verksamhet som internationell hockey och regelfrågor. Sedan laget kvalificerat sig för div. I norra, vid denna tid den högsta serien, avslutade Berglund i och med säsongen 1958/1959 sin aktiva karriär. Han tränade laget till 1973, alltså totalt 22 säsonger. Efter tiden i Modo tränade han Järveds IF som säsongen 1973/1974 nådde sin största framgång någonsin, med kval till högsta serien. I sin tränarkarriär hämtade han många idéer från ishockeyn i det dåvarande Tjeckoslovakien.
Inför VM i ishockey 1970 i Sverige engagerades han av Sveriges dåvarande förbundskapten Arne Strömberg som dennes assistent. Under detta mästerskap ingick 5 av Modos spelare i Tre Kronor.

## Meriter
- 1965: Seger i div. I norra
- 1967: Seger i div. I norra
- 1970: 3:a i SM-slutspelet, VM-silver